# Steep Holm
Steep Holm est une île anglaise située dans le canal de Bristol. L'île a une superficie de 19,78 ha à marée haute, surface augmentant jusqu'à 25,60 ha à marée basse (1 km de long sur 400 m de large). Le plus haut point de l'île est à 78 m au-dessus du niveau de la mer. L'île est incluse dans les frontières historiques du Somerset et appartient administrativement au North Somerset. L'île a été administrée entre le 1er avril 1974 et le 1er avril 1996 par le comté d'Avon.
L'île protège les cours d'eau du canal de Bristol du vent et des vagues. Elle est formée de calcaire carbonifère et est géologiquement une continuité des collines de Mendip à Brean Down. L'île, à l'exception des gardiens, est inhabitée et est protégée en tant que réserve naturelle et Site d'intérêt scientifique particulier (SSSI), la protection ayant eu lieu en 1952. Flat Holm est une île proche mais fait partie du pays de Galles. Sur l'île se trouvent de nombreux oiseaux, des colonies de goélands, mouettes, fulmars, cormorans, petit pingouin, guillemot de Troïl, macareux moine, huîtrier pie, alouette des champs, pipit farlouse, merle noir, rouge-gorge, linotte mélodieuse, tadorne.
Selon une légende du VIe siècle, saint Gildas vécut sur Steep Holm alors qu'il allait voir son ami saint Cadoc qui vivait sur Flat Holm en ermite. Gildas aurait quitté l'île pour devenir Abbot of Glastonbury (en).

## Ancien usage militaire
Steep Holm et Flat Holm ont été fortifiées dans les années 1860 pour défendre l’Angleterre d'une invasion. Elles font partie de la ligne de défense, connue sous le nom de Palmerston Forts, construite à travers le canal pour protéger Bristol et Cardiff.
L'île est fortifiée à la suite d'une visite de la Reine Victoria et du Prince Albert en France où ils se sont inquiétés de la puissance de la marine française. La Royal Commission on the Defence of the United Kingdom, sous la direction de Lord Palmerston, recommanda la fortification de la côte et l'île fit alors partie du système de défense stratégique de la côte. La construction commence en 1865 et est terminée en 1869.
Steep Holm avait plusieurs canons, certains sont maintenant Scheduled Ancient Monument, et un groupe de casernes en briques.
Ces aménagements sont améliorés durant la Première Guerre mondiale et la Seconde Guerre mondiale ; durant cette dernière, des projecteurs de recherche sont installés sur Steep Holm. Les projecteurs étaient également reliés, par un télégraphe sous-marin, aux canons antiaériens du Fort de Brean Down (en), mais une partie des câbles a été volée après la fin de la guerre.

## Kenneth Allsop Memorial Trust

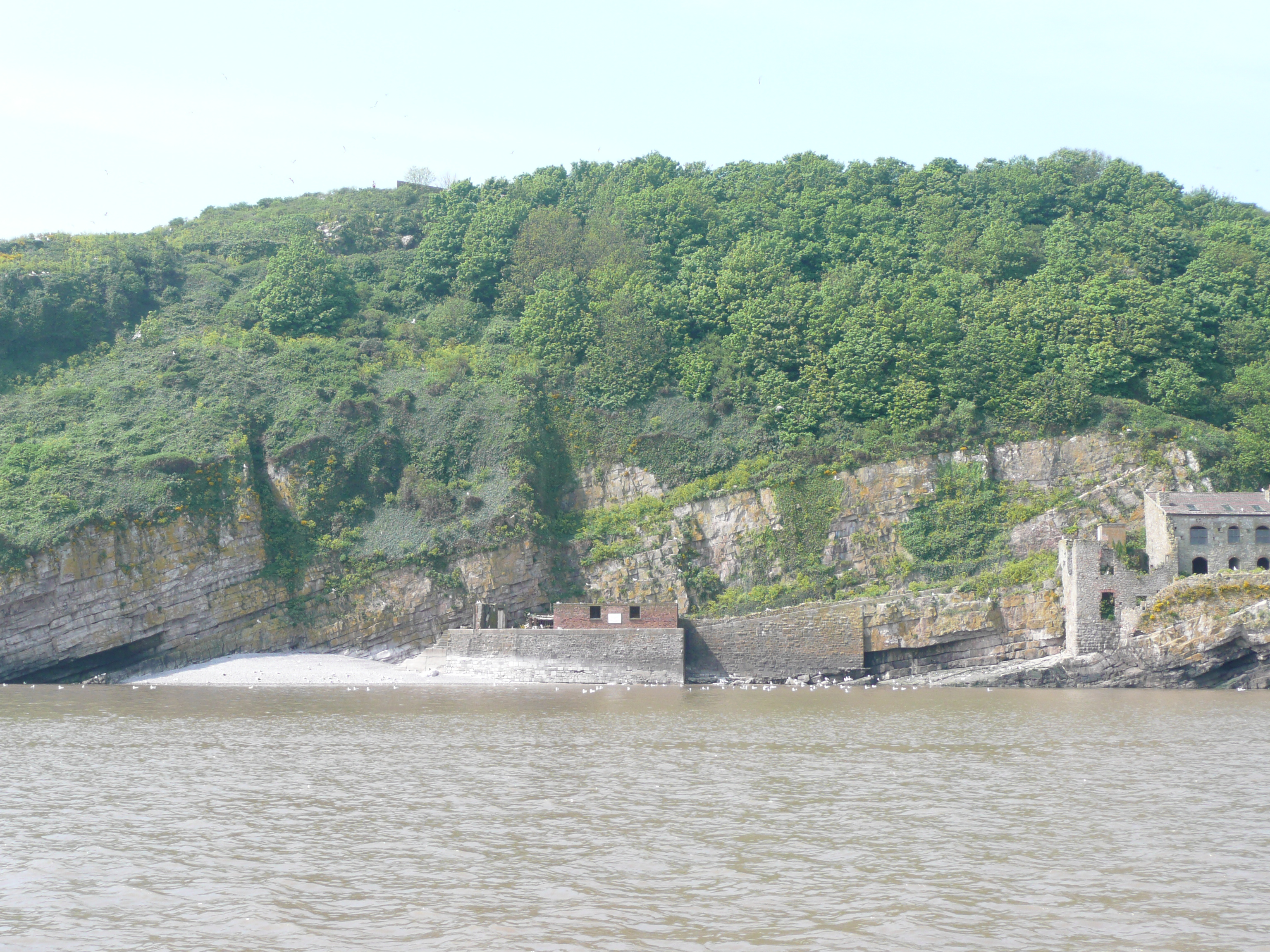
Plage de Steep Holm

L'île appartient au Kenneth Allsop Memorial Trust, une association qui prend en charge l’administration de l'île en 1974 en mémoire du présentateur et naturaliste Kenneth Allsop, et qui l'achète en 1976. La mission de l'association est de « protéger, préserver et améliorer pour le bénéfice des visiteurs le paysages, les vestiges, la flore, la faune, la beauté naturelle et l'intérêt scientifique de l'île de Steep Holm dans le comté du North Somerset et de promouvoir l'éducation du public dans le domaine des sciences naturelles. »
Des visites de l'île sont possibles. L'association organise des trajets en bateaux quotidiens depuis Weston-super-Mare. Une des casernes est utilisée pour accueillir les visiteurs.